# Savanne SC
Savanne Sporting Club – maurytyjski klub piłkarski z siedzibą w mieście Souillac, grający w pierwszej lidze maurytyjskiej.

## Sukcesy
- Puchar Mauritiusa[1]:
  - zwycięstwo (3): 2003, 2004.

## Występy w afrykańskich pucharach
| Sezon | Rozgrywki           | Runda   | Kraj     | Klub        | Dom | Wyjazd | Dwumecz |
| ----- | ------------------- | ------- | -------- | ----------- | --- | ------ | ------- |
| 2004  | Puchar Konfederacji | wstępna | Zimbabwe | Dynamos FC  | 0–0 | 0–3    | 0–3     |
| 2005  | Puchar Konfederacji | wstępna | Seszele  | Red Star FC | 2–0 | 0–4    | 2–4     |

## Stadion
Domowe mecze klub rozgrywa na stadionie o nazwie Stade Harry Latour w Mahébourgu, który może pomieścić 2000 widzów.